# Прапор Вільнянського району
Пра́пор Вільня́нського райо́ну є офіційним атрибутом районного самоврядування Вільнянського району та власністю Вільнянської районної ради. Затверджений рішенням Вільняняської районної ради від 14.04.2004 за № 4. Автором герба та прапора став викладач Вільнянської дитячої художньої школи, народний майстер декоративно-прикладної творчості Макарчук Адам Антонович.

## Опис
Прапор — це прямокутне полотнище у співвідношенні сторін 1:1,5, яке витягнуте по горизонталі та розділене по вертикалі жовто-блакитним кольором. Прапор у прапора-штока без оторочення. На 1/3 блакитній площині, яка розміщена біля древка, зображений Герб Вільнянського району. Древко прапора довжиною 2,4 м, діаметр — 4,5 см, пофарбоване темним лаком.
Верхівка прапора увінчана металевим наконечником жовтого (або під золото, латунь, бронзу) кольору зі стилізованим зображенням малого герба України. Розмір — 25 см. Висота древка з наконечником становить 2,65 м. До наконечника кріпляться два шнури з китицями, згори — жовтого (золотого) кольору, знизу — блакитного. Довжина шнурів становить 2/3 ширини прапора. 

## Виготовлення
Головний прапор та його абсолютна копія виготовлені з панбархату або велюру, або іншого подібного матеріалу з двостороннім зображенням, методом вишивки та, як варіант, із застосуванням часткової аплікації. 
Репродукування та тиражування прапора Вільнянського району здійснюється:
- у поліграфічній сфері кольоровим або чорно-білим зображенням;
- у матеріалі — довільною технікою виконання із різноманітних матеріалів із додержанням вимог, розмірів, співвідношень, кольору та графічної тотожності оригіналу та опису;
- довільних розмірів з дотриманням пропозицій.

Рекомендуються розміри 1200х1800 мм, 900х1335 мм, 1560х2340 мм, при цьому коефіцієнт збільшення або зменшення становить 1,3.

## Зберігання
Ескіз прапора в авторському виконанні та екземпляр супроводжувальної документації — опис і Положення про Прапор Вільнянського району зберігаються у Вільнянському районному краєзнавчому музею. До них існує вільний доступ для візуального ознайомлення.
Головний Прапор Вільнянського району (оригінал) установлюється в службовому кабінеті голови районної ради.
Другий Прапор (абсолютна копія) установлюється в службовому кабінеті голови райдержадміністрації.

## Підняття
Прапор може бути піднятим у дні державних свят, під час урочистих церемоній, заходів, офіційних прийомів, фестивалів, виставок, святкового оформлення міста, селища, сіл районів органами місцевого самоврядування, місцевими органами виконавчої влади, підприємствами, установами всіх форм власності, а також громадськими об’єднаннями.